# Повракульское сельское поселение
Повракульское сельское поселение  или муниципальное образование «Повракульское» — упразднённое муниципальное образование со статусом сельского поселения в составе Приморского муниципального района Архангельской области Российской Федерации.
Соответствует административно-территориальной единице в Приморском районе — Повракульскому сельсовету.
Административный центр находился в деревне Повракульская.

## География
Поселение расположено на острове Повракульский к востоку от Маймаксанского округа и к северу от Северного округа города Архангельск, вдоль протоки Северной Двины реки Кузнечиха.

## История
Муниципальное образование было образовано в 2006 году.
В 2015 году (Законом Архангельской области от 28 мая 2015 года № 289-17-ОЗ) сельское поселение было упразднено и влито в Талажское сельское поселение с административным центром в посёлке Талаги.
После упразднения в 1924 году Соломбальской волости деревни Повракульская и Корелы вошли в состав Подгородней волости Архангельского уезда Архангельской губернии.
10 февраля 1931 года вышло постановление ВЦИК подчинить Архангельскому горсовету Повракульский сельсовет Приморского района Северного края.
Повракульский Совет народных депутатов был образован в июле 1987 года на базе Часовенского Совета народных депутатов и деревни Повракульская Талажского сельского Совета. В его состав входило девять деревень: Повракульская, Корелы, Ижма, Часовенская, Хаврогоры, Коровинская, Погорельская, Архипово и Кондратьевская.

## Население
| 2007 | 2010 | 2011 | 2012 | 2013 | 2014 | 2015 |
| ---- | ---- | ---- | ---- | ---- | ---- | ---- |
| 615  | ↘564 | ↘561 | ↘531 | ↗547 | ↘538 | ↘523 |

## Состав
В состав Повракульского сельского поселения входили деревни:
- Корелы (Юрьеминская, Юрьемля)
- Повракульская

### Карты
- Топографическая карта Q-37-128,129,130. Архангельск — 1 : 100 000